# چوب‌پری دم‌چنگالی
چوب‌پری دم‌چنگالی (نام علمی: Thalurania furcata) نام یک گونه از تیره مگس‌مرغان است. این گونه در آرژانتین، بولیوی، برزیل، کلمبیا، اکوادور، گویان فرانسه، گویان، پاراگوئه، پرو، سورینام، ترینیداد و توباگو و ونزوئلا یافت می‌شود. زیستگاه طبیعی این گونه در جنگل های نمناک گرمسیری و نیمه گرمسیری است.